# Tú eres la paz
Tú eres la paz  es una película de Argentina en blanco y negro dirigida por Gregorio Martínez Sierra según su propio guion con adaptación de Tito Davison que se estrenó el 14 de agosto de 1942 y que tuvo como protagonistas a Catalina Bárcena, Alicia Barrié, Ernesto Raquén y Ricardo Canales.

## Reparto
- Catalina Bárcena
- Alicia Barrié
- Ernesto Raquén
- Ricardo Canales
- María Santos
- Armando Bó
- Domingo Márquez
- Iris Portillo
- Alberto Contreras
- Ricardo de Rosas
- Edna Norrell
- Percival Murray
- Florén Delbene
- Elsa Marval
- Elina Colomer
- Julia Anguita
- Margarita Romano
- Alberto Rey
- Marga Landova
- Otto Weber
- Nelly Prince